# Afrololigo mercatoris
Afrololigo mercatoris (Adam, 1941) è una piccola specie di calamaro appartenente alla famiglia Loliginidae, originaria dell'Oceano Atlantico centro-orientale. È l'unica specie appartenente al genere monotipo Afrololigo.

## Descrizione
Afrololigo mercatoris è una specie di calamaro relativamente piccola, in cui le femmine raggiungono una lunghezza del mantello di circa 50 mm, mentre i maschi si fermano a 35 mm. Il mantello è largo, con una larghezza pari a circa il 35% della lunghezza del mantello, ed è arrotondato all'estremità posteriore. Le pinne sono corte e arrotondate, con una lunghezza pari al 40-45% della lunghezza del mantello e una larghezza che varia tra il 55% e il 65% della lunghezza del mantello, con un margine convesso nella parte posteriore. La testa è corta e priva di ventose boccali sui lobi boccali. I tentacoli hanno una clava tentacolare piccola e stretta, con ventose disposte in 4 serie longitudinali. Nella parte centrale della clava ci sono 4 o 5 paia di ventose mediali, la manus (la parte centrale della clava) è più grande rispetto alle ventose laterali. Le ventose della clava presentano anelli dotati di 15-25 denti affilati, che diventano più appuntiti e aumentano di dimensioni verso la punta. Le braccia dorsali sono molto più corte rispetto alle altre. Nei maschi, il braccio ventrale sinistro è ectocotilizzato: alla base ci sono 6-12 paia di ventose normali, che vengono sostituite, verso la punta, da papille allungate. Queste papille sono più sviluppate nella fila dorsale.

## Distribuzione e habitat
Afrololigo mercatoris si trova esclusivamente al largo della costa occidentale dell'Africa, dal Río de Oro e dalla Mauritania fino alla Baia di Lüderitz in Namibia. Questa specie viene raccolta a profondità inferiori ai 50 metri, in aree con fondali di fango o sabbia fangosa.

## Biologia
Sono disponibili pochissimi dati sul suo ciclo vitale e sulla sua biologia. Le uova sono di piccole dimensioni e gli spermatofori presentano corpi allungati composti da materiale cementizio. Questa specie non rappresenta un interesse commerciale per la pesca.

## Tassonomia
Afrololigo mercatoris presenta alcune somiglianze morfologiche con i calamari del genere Lolliguncula, nel quale fu originariamente collocato da William Adam al momento della sua descrizione. Tuttavia, sulla base di caratteristiche morfologiche, dati genetici e distribuzione geografica, Afrololigo è stato riconosciuto come un genere monotipico distinto. Si ritiene inoltre che la specie del Mar Rosso Uroteuthis abulati abbia una certa affinità con A. mercatoris.